# Pentti Tuominen
Pentti Tuominen (2 de febrero de 1920-24 de octubre de 1995) fue un cantante de ópera finlandés, con timbre de bajo.

## Biografía
Su nombre completo era Pentti Arnold Tuominen, y nació en Kuorevesi, en la actualidad parte de Jämsä, Finlandia.
Tuominen fue solista en la Ópera Nacional de Finlandia. En las décadas de 1950 y 1960 actuó en al menos cinco largometrajes, así como en muchas producciones televisivas. También sustituyó en varias ocasiones a Kauko Käyhkö en el grupo musical Kipparikvartetti como segundo bajo de la banda, y fue solista en otras formaciones, entre ellas la orquesta Dallapé. Además, fue el director de dos producciones de la Asociación de Ópera de Kerava en las décadas de 1970 y 1980, Il campanello (de Gaetano Donizetti) y Cavalleria rusticana (de Pietro Mascagni).
A menudo utilizando el pseudónimo de Aarno Aava, desde finales de la década de 1940 Tuominen participó en numerosas grabaciones discográficas. Con su nombre real grabó algunos discos con la orquesta del Helsingin Teatteri en los años 1950. Con la orquesta Humppa-Veikot grabó en la década de 1970, entre otros temas, Espanjatar olen sorja.
Por su trayectoria artística, en el año 1975 fue premiado con la Medalla Pro Finlandia. 
Pentti Tuominen falleció en Helsinki en el año 1995. Había estado casado con Aila Toivonen.